# Friede von Münster (Gemälde)
Der Friede von Münster ist ein Ölgemälde von Gerard ter Borch. Das Bild wird als Beschwörung des Westfälischen Friedens (The swearing of the oath of ratification of the treaty of Münster in 1648), Der Vertrag von Münster oder Westfälischer Friede in Münster in Katalogen geführt.

## Historischer Hintergrund
Das Historienbild hält den Augenblick der Beeidigung eines separaten Friedensvertrages fest, der 1648 im Rahmen der Friedensverhandlungen in Münster zwischen Spanien und den Niederlanden geschlossen wurde. Nach vier Jahren zähen Verhandelns wurde die seit 80 Jahren andauernde Revolte der Niederländer gegen die spanische Oberherrschaft und damit der Niederländische Aufstand friedlich beendet. Verhandlungsziel der Niederländer war ihre staatliche Unabhängigkeit von Spanien. Zentrales Ziel der spanischen Krone war die Herauslösung der nördlichen Niederlande aus dem französischen Bündnissystem. Mit Vertragsschluss erkannte Spanien die volle Souveränität der nördlichen Niederlande an und verzichtete auf die Sieben Provinzen, einschließlich der Scheldemündung. Spanien akzeptierte den Calvinismus in den sieben Provinzen, hob die Beschränkungen für niederländische Handelsfahrer in Ost- und Westindien auf und ließ sich darauf ein, die Schifffahrt in der Scheldemündung durch Zölle zu regulieren.

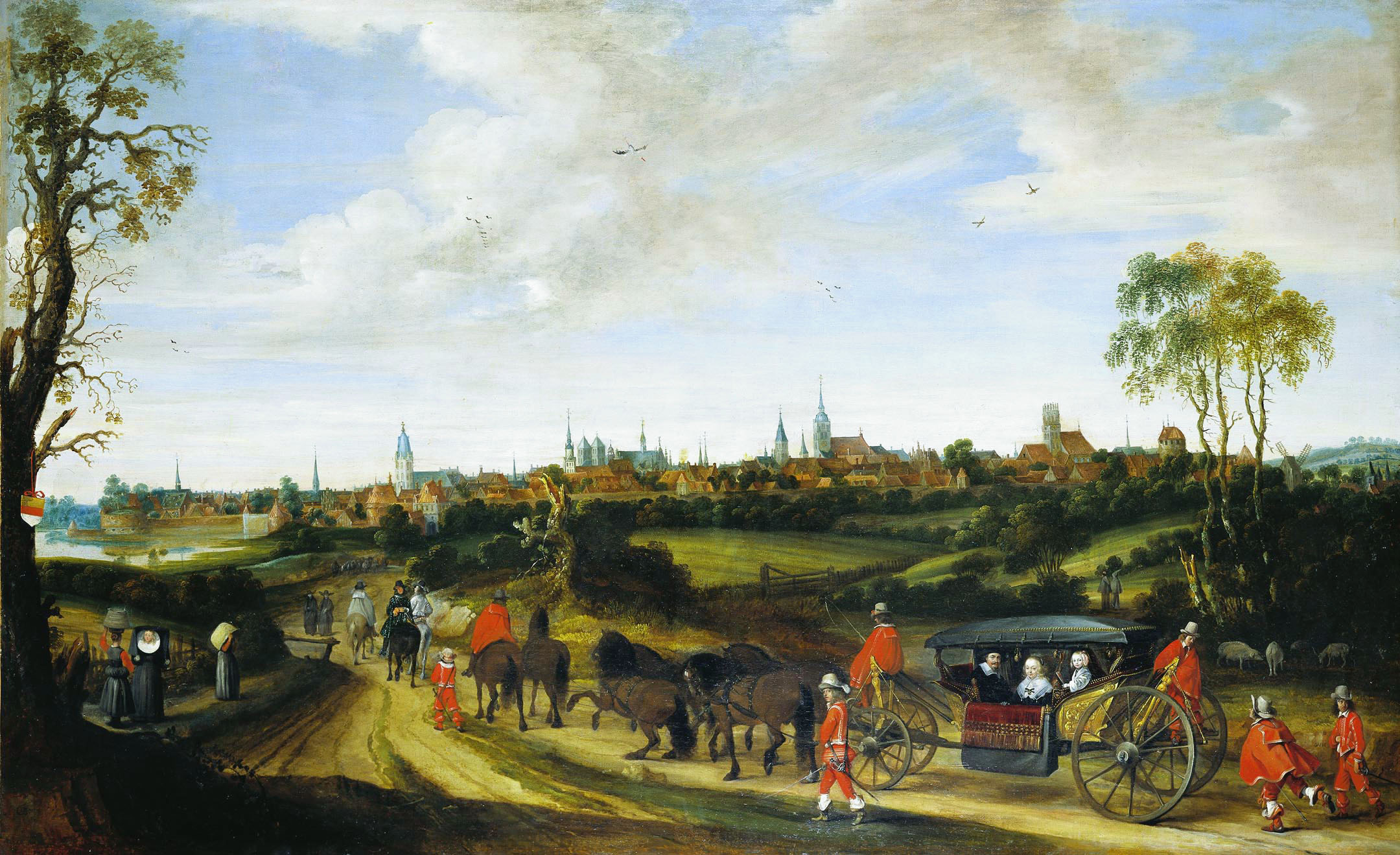
Einzug des niederländischen Gesandten Adrian Pauw in Münster

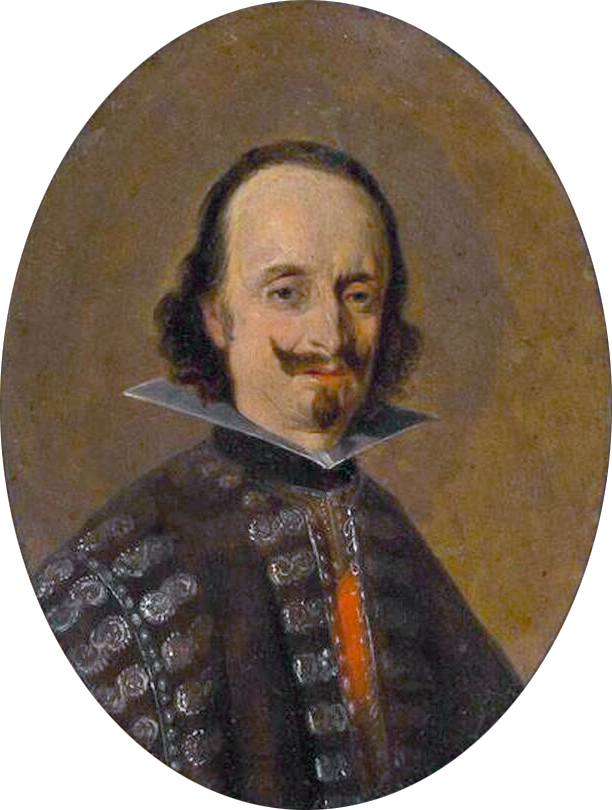
Gerard Ter Borch: Gaspar de Bracamonte

1645 wurde Ter Borch von dem holländischen Gesandten und späteren Verhandlungsführer, dem Diplomaten und späteren Ratspensionär Adriaan Pauw, eingeladen, ihn nach Münster zu begleiten. Ter Borch malte dort ein Bild von Einzug Pauws in die Stadt sowie mehrere kleinformatige Porträts der an den Verhandlungen beteiligten Diplomaten, unter anderem von Don Gaspar de Bracamanonte, Conde de Peneranda, der Ter Borch als Hofmaler in seine Dienste nahm und ihm in Folge Aufträge in Spanien vermittelte. Ter Borch erhielt so die Gelegenheit, Augenzeuge des Friedensschlusses am 15. Mai 1648 zwischen Holland und Spanien zu werden.

## Beschreibung
Das Bild zeigt den Augenblick der feierlichen Beeidigung des Vertragswerks. Der Staatsakt findet im Rathaussaal von Münster statt. Die vielen Beteiligten, die alle mit Porträtgenauigkeit dargestellt sind, reihen sich nebeneinander über die ganze Breite des Saals hinter dem Tisch auf, wobei ter Borch durch eine leicht asymmetrische Gruppierung der jeweiligen Vorder- und alternierenden Hintergrundfiguren Eintönigkeit in der Komposition vermeidet.
Die sechs Verhandlungsführer der Niederländer auf der einen Seite – es sind Willem Ripperda, Frans van Donia, Adriaan Clant tot Stedum, Adriaan Pauw, Jan van Mathenesse und Barthold van Gent – und die drei spanischen Vertreter auf der anderen, haben sich um einen runden Tisch versammelt und sind dabei, den Vertrag zu beeiden, die Niederländer mit erhobener Schwurhand, während die Spanier ihre Rechte auf eine aufgeschlagene Bibel mit einem metallenen Kreuz gelegt haben. Den Tisch bedeckt eine schwere grüne Samtdecke mit Goldbordüre, sie reicht bis auf den Boden. Auf dem Tisch liegen neben der Bibel die mit Siegeln versehenen Verträge und eine metallbeschlagene kostbare Kassette.
Am linken Bildrand hat sich der Künstler selbst dargestellt als Hinweis auf seine Augenzeugenschaft.

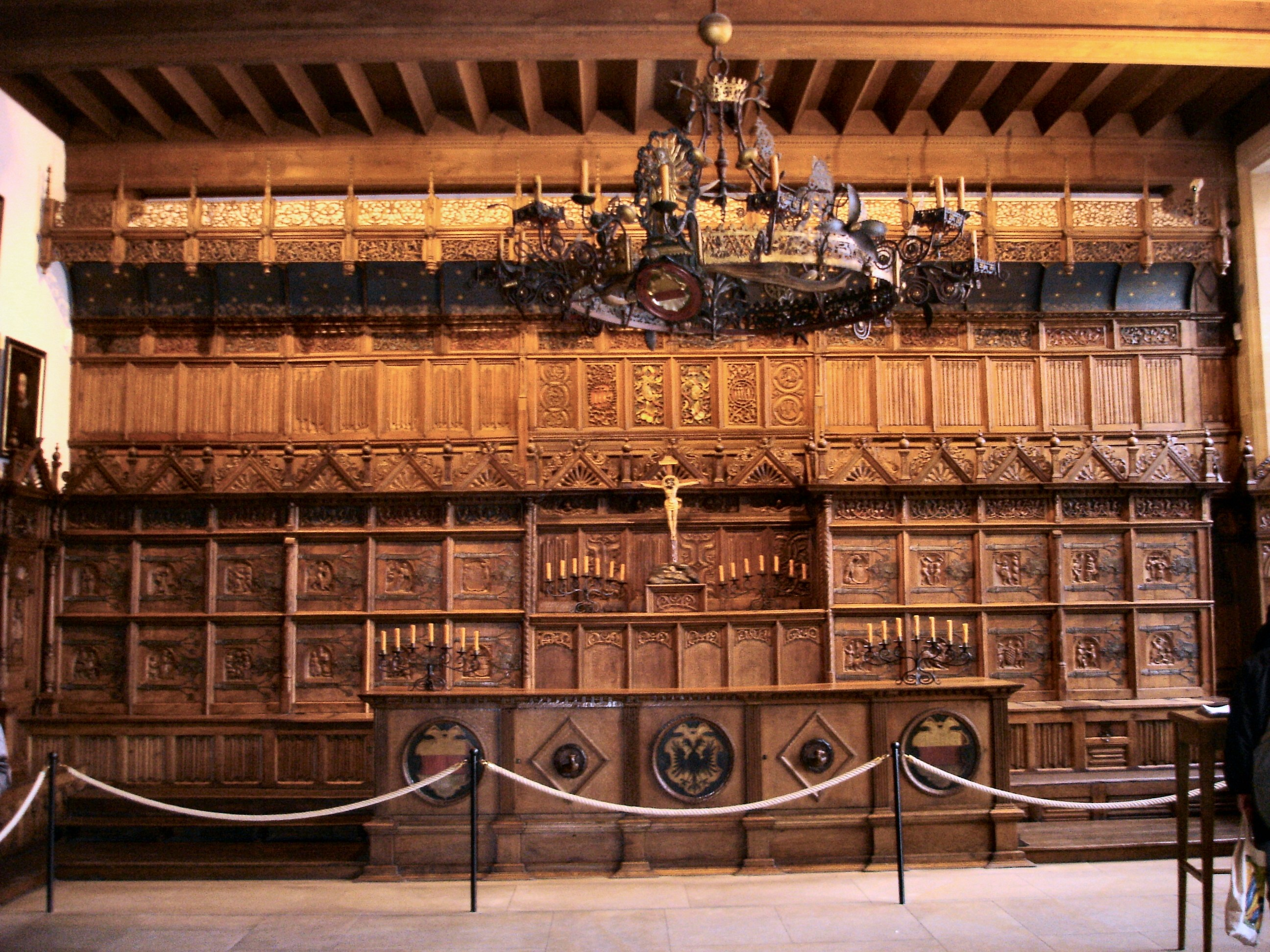
Nordwand im Friedenssaal von Münster

Der Raum ist detailgenau dargestellt mit seinen dunklen hölzernen Wandvertäfelungen aus dem 16. Jahrhundert, den Schnitzereien an den Lehnen der Magistratsbänke und der üppigen Dekoration mit immergrünen Sträuchern in den beiden Ecken des Saals. Helles Tageslicht fällt von der rechten Seite durch die hohen Fenster auf die Versammlung und lässt jedes einzelne Gesicht erkennen. Farbakzente setzen ein Vertreter der Stadtwache mit Stulpenstiefeln und Federhut, der sich auf die Rückenlehne des Richterstuhls stützt, sowie ein Mann in weitem roten Mantel und blauen Strümpfen und der Franziskaner aus dem Gefolge der Spanier auf der anderen Bildseite.
Durch realistische und wiedererkennbare Details, mit dem Raum und Zeitpunkt der Vertragsbeeidigung festgehalten werden, wird dem Bild der Rang eines historischen Dokuments verliehen.
Durch seine eigene Anwesenheit im Bild – er steht ganz links, ist in Grau gekleidet, trägt sein blondes Haar schulterlang und schaut den Betrachter an – dokumentiert ter Borch seine Augenzeugenschaft.
Über der Versammlung schwebt ein goldener Kronleuchter mit einer gekrönten Madonna im Strahlenkranz, den Jesusknaben auf dem Arm. Ter Borch hat die Bedeutung der Muttergottes durch Vergrößerung der Figur hervorgehoben. Dass ihr Segen auch auf dem Frieden von Münster liegen möge, wird hier emblematisch betont.

## Provenienz
Das Bild, das der Maler offenbar nicht verkaufen konnte oder wollte – er hatte 6000 Fl. als Verkaufspreis angesetzt –, befand sich bei Ter Borchs Tod in seinem Nachlass, es gelangte über Erbschaft an den Rentenmeister Hornbraken († 1780), wurde verkauft und wechselte häufig den Besitzer. Aus der Sammlung van Leyen in Amsterdam wurde es 1804 für 16.000 Francs an Talleyrand verkauft. Nach weiteren Stationen ging es für 45.000 Fancs an den russischen Mäzen Anatole Demidow, gelangte nach England, war 1871 im Besitz von Sir Richard Wallace, der es zu diesem Zeitpunkt der National Gallery in London spendete. Im Jahr 2000 überließ das Museum das Bild als Leihgabe dem Reichsmuseum in Amsterdam, wo es heute ausgestellt wird.

## Verbreitung

Jonas Suyderhoef Kupferstich Der Friede von Münster

1648 beauftragte Ter Borch den Haarlemer Kupferstecher Jonas Suyderhoef (1613–1689), einen Stich im Format des Originals anzufertigen, der in hohen Auflagen verbreitet wurde. Der Stich war erst 1650 fertiggestellt und enthielt den Zusatz ICON EXACTISSIMA. QUA AD VIVUM EXPRIMITUR SOLENNIS CONVENTUS […] („Genaues Abbild, das nach dem Leben die hohe Versammlung darstellt […]“) und an der Wand die Inschrift PAX OPTIMA RERUM („der Friede ist das Beste aller Dinge“).
Die Beischrift erhebt Anspruch auf Authentizität der Darstellung: ICON EXACTISSIMA, QUA AD VIVUM EXPRIMITUR SOLENNIS CONVE(N)TUS LEGATORUM PLENIPOTENTARIORUM HISPANIARUM REGIS PHILIPPI IV. ET ORDINUM | GENERALIUM FAEDERATI BELGII, QUI PACEM PERPETUAM PAULLO ANTE SANCITAM, EX TRADITIS UTRINQUE INSTRUMENTIS, IURAMENTO CONFIRMARUNT. | MONASTERII WESTPHALORU(M) IN DOMO SENATORIA. ANNO MD C XLVIII. IDIBUS MAII. (Ein sehr genaues Abbild, das die feierliche Zusammenkunft der bevollmächtigten Gesandten König Philipps IV. von Spanien und der Generalstände der Vereinigten Niederlande, die den kurz zuvor geschlossenen ewigen Frieden nach Austausch der beiderseitigen Instrumente durch Beschwörung bekräftigen, lebensnah zum Ausdruck bringt. Im Rathaus zu Münster in Westfalen, am 15. Mai 1648).